# Danville (Kentucky)
Pour les articles homonymes, voir Danville.
La ville de Danville est le siège du comté de Boyle, dans l’État du Kentucky, aux États-Unis, au sud-ouest de Lexington. Lors du recensement de 2010, sa population s’élevait à 16 218 habitants.

## Histoire
Danville fut colonisée en 1785 et devint une municipalité en 1787. Le nom de la ville vient de Walker Daniel, l'un des fondateurs de la colonie et le premier attorney general (ministre de la Justice) du Territoire du Kentucky, tué dans une embuscade en 1784.

## Personnalités liées à la ville
- James G. Birney, homme politique antiesclavagiste, est né à Danville en 1792,
- Ephraim McDowell, médecin qui réalise la première ovariectomie en 1809 est mort à Danville en 1830,
- John Marshall Harlan, juge à la Cour suprême des États-Unis, est né à Danville en 1833.

## Source
- (en) Cet article est partiellement ou en totalité issu de l’article de Wikipédia en anglais intitulé « Danville, Kentucky » (voir la liste des auteurs).